# Sylvain Charlebois
Pour les articles homonymes, voir Charlebois.
Sylvain Charlebois est un économiste canadien, né le 30 mars 1970 à Farnham, Québec, Canada. Jusqu'en 2018, il est professeur titulaire à la Faculté en management et en agriculture de l'Université Dalhousie à Halifax, Nouvelle-Écosse.

## Biographie
Originaire de Farnham au Québec, Sylvain Charlebois est diplômé du Collège militaire royal du Canada et est titulaire d'un doctorat de l’Université de Sherbrooke. 

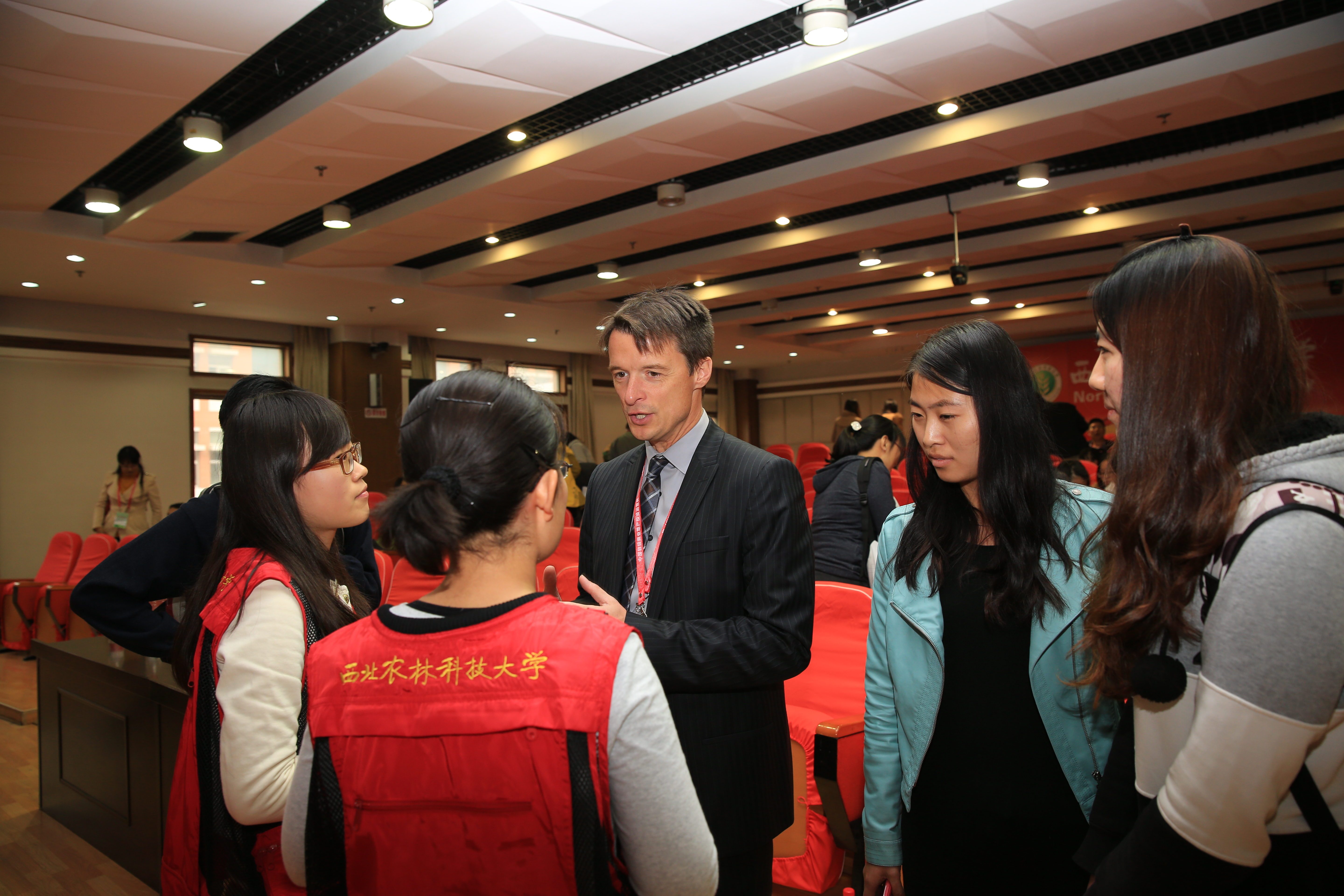
Sylvain Charlebois en Chine en 2012.

Il est directeur scientifique de l'Institut canadien de prospective agroalimentaire, depuis 2011. 
Il est aussi le premier auteur du rapport canadien sur les prix alimentaires au détail de l'Université Dalhousie et l'Université de Guelph depuis 2017.
En 2007, il publie un rapport pour le CD Howe Institute qui critiquait un programme de la Commission canadienne du blé, à Winnipeg,.
En 2017, son équipe publie un rapport sur les produits comestibles à base de cannabis,,.
Il est doyen de la faculté de management à l'Université Dalhousie avant de fonder le « Laboratoire de recherche en sciences analytiques agroalimentaires » à l'Université Dalhousie en 2018,,.

## Controverses
En juillet 2018, l'Université de Dalhousie ouvre une enquête interne après des plaintes contre Sylvain Charlebois pour harcèlement et intimidation, ; ses conclusions ne sont pas rendues publiques, mais l'affaire contribue à son départ fin août.